# Tự Dostadion
Het Tự Dostadion (Vietnamees: Sân vận động Tự Do) is een multifunctioneel stadion in Huế, een stad in Vietnam. Het stadion heette eerder Stade Olympique de Hue, ten tijde van de Franse overheersing. Daarna werd het Long Baostadion genoemd, vernoemd naar de zoon van Bảo Đại, laatste keizer van de Nguyen-dynastie, Bảo Long. In het Vietnamees Sân vận động Bảo Long. De betekenis van Tự Dostadion is (vrij vertaald) vrijheidsstadion/onafhankelijkheidsstadion.
Het stadion wordt vooral gebruikt voor voetbalwedstrijden, de voetbalclub Huế F.C. maakt gebruik van dit stadion. In het stadion is plaats voor 25.000 toeschouwers. Het stadion werd geopend in 1932.